# Rajko Rotman
Rajko Rotman (* 19. März 1989 in Maribor, SFR Jugoslawien) ist ein slowenischer Fußballspieler, der seit Sommer 2018 bei Kayserispor unter Vertrag steht.

## Karriere

### Verein
Rotman spielte von 2008 bis 2011 in der slowenischen zweiten Liga bei NK Aluminij. Nach 54 Einsätzen und drei Toren in der Liga wechselte er zum Erstligisten NK Rudar Velenje. Als Stammspieler und nach drei erfolgreichen Jahren machte er sich auf andere Vereine aufmerksam.
In der Sommerpause 2014/15 unterschrieb er einen Vertrag bis 2018 beim türkischen Erstligaaufsteiger Istanbul Başakşehir. Für die Rückrunde der Saison n2016/17 lieh ihn dieser Verein an den Ligarivalen Kayserispor aus. In der Sommertransferperiode verließ er die Istanbuler endgültig und wechselte innerhalb der Süper Lig zum Aufsteiger Göztepe Izmir.
Am 28. Juli 2018 kehrte Rotman ablösefrei zu Kayserispor zurück, zog aber bereits nach einer halben Saison innerhalb der Süper Lig zu Akhisarspor weiter.

### Nationalmannschaft
Rotman spielt seit 2014 für die Slowenische Fußballnationalmannschaft. Sein Debüt gab er am 5. Juni 2014 im Rahmen eines Freundschaftsspiels gegen die Auswahl Uruguays.